# Löffler (Unternehmen)
Löffler ist ein österreichischer Hersteller von Sportbekleidung mit Sitz in Ried im Innkreis. Das 1947 gegründete Unternehmen ist seit 1973 eine Tochtergesellschaft der Fischer Sports Group und gilt als einer der führenden Hersteller für Funktionsbekleidung am österreichischen Markt. Das Unternehmen ist Ausstatter unter anderen des Österreichischen Skiverbands und des Deutschen Skiverbands.

## Geschichte
Elfriede Löffler – sie stammte aus der Strumpfdynastie Kunert – begann 1947 als Privatperson mit der Fertigung von Strümpfen und Socken. 1965 nahm das Unternehmen die Rechtsform einer Gesellschaft mit beschränkter Haftung an. Nach einer finanzielle Schieflage des Unternehmens wurde es 1973 durch den ebenfalls in Ried ansässigen Skihersteller Fischer übernommen und zum Sportbekleidungsproduzenten umgebaut.
Anfangs präsentierte Löffler neben Winterpullis und Mützen eine Tenniskollektion, welche es bis 1992 gab. 1977 entwickelte Löffler mit transtex einen funktionellen Stoff, der bis heute in verschiedenen Bereichen eingesetzt wird. Seit 1979 ist Löffler Ausstatter des Österreichischen Skiverbands. 1981 wurde die erste Radkollektion auf den Markt gebracht. Bereits in dieser Zeit erlangte das Unternehmen als erster Sportbekleidungshersteller das Oeko-Tex-Zertifikat (damals noch textiles Vertrauen). 1998 wurde die erste Laufbekleidungskollektion auf den Markt gebracht. 2008 entwickelte das Unternehmen ein Verfahren, um Radhosen nicht mit Nadel und Faden zu nähen, sondern per Ultraschall zu verschweißen, was Vorteile im Komfort bringt.

## Unternehmen
Löffler produziert zum Großteil in Österreich am Unternehmenssitz in Ried im Innkreis, wo rund 200 Beschäftigte tätig sind. Dort werden nach Unternehmensangaben auch rund 70 Prozent der eingesetzten Materialien in der hauseigenen Strickerei erzeugt. In Ried sind neben der Stoffproduktion die gesamte Entwicklung, der Zuschnitt, die Konfektion und Kontrolle sowie sämtliche Verwaltungsaufgaben angesiedelt. Näharbeiten, die nicht in Österreich erledigt werden, werden im Tochterunternehmen in Bulgarien durchgeführt. Dort sind weitere 60 Mitarbeiter beschäftigt. Stoffe und Materialien, die Löffler nicht stricken kann, werden innerhalb Europas bezogen.
Rund 60 Prozent der Produktion werden nach eigenen Angaben exportiert, vor allem nach Deutschland, in die Schweiz und nach Italien. Der Hauptvertriebsweg ist der Sport- und Radfachhandel sowie ein eigener kleiner Onlineshop.

## Sponsoring

### Engagement im Leistungssport
Seit 1979 ist Löffler Partner des Österreichischen Skiverbands. Heute werden alle nordischen Sportler mit Transtex-Funktionsunterwäsche, Langlaufbekleidung und Oberbekleidung ausgestattet. Auch die Langläufer, Biathleten, Skispringer und Nordischen Kombinierer des Deutschen Skiverbands (DSV) werden von Löffler mit Unterwäsche ausgestattet. Mit diesem Konzept, dass die Sprungski die Unterwäsche visualisieren, wurde Löffler 2015 Sieger in der Kategorie Exportmarketing beim österreichischen Staatspreis Marketing.
Seit der Saison 2015 stattet Löffler das österreichische Radsport-Team Felbermayr Simplon Wels mit der kompletten Rennbekleidung aus.

### Fairtrade
Löffler unterstützt als Partner und Sponsor den GLOBAL 2000 FAIRNESS RUN presented by PRO PLANET, eine Veranstaltung für fair produzierte Sportartikel in Österreich.

## Auszeichnungen
- Das Unternehmen erhielt 2013 und 2016 von der Wirtschaftskammer Oberösterreich den Ineo-Award für ausgezeichnete Lehrbetriebe und wurde im Juli 2014 Firma des Monats im Rahmen der gleichnamigen Kampagne von Oeko-Tex.[16]
- Sieger in der Kategorie Exportmarketing beim österreichischen Staatspreis Marketing des Jahres 2015[17]
- Löffler erhielt auf der ISPO 2017 die Auszeichnung als Bester Lieferant in der Warengruppe Textil.[18]